# MTS (Band)

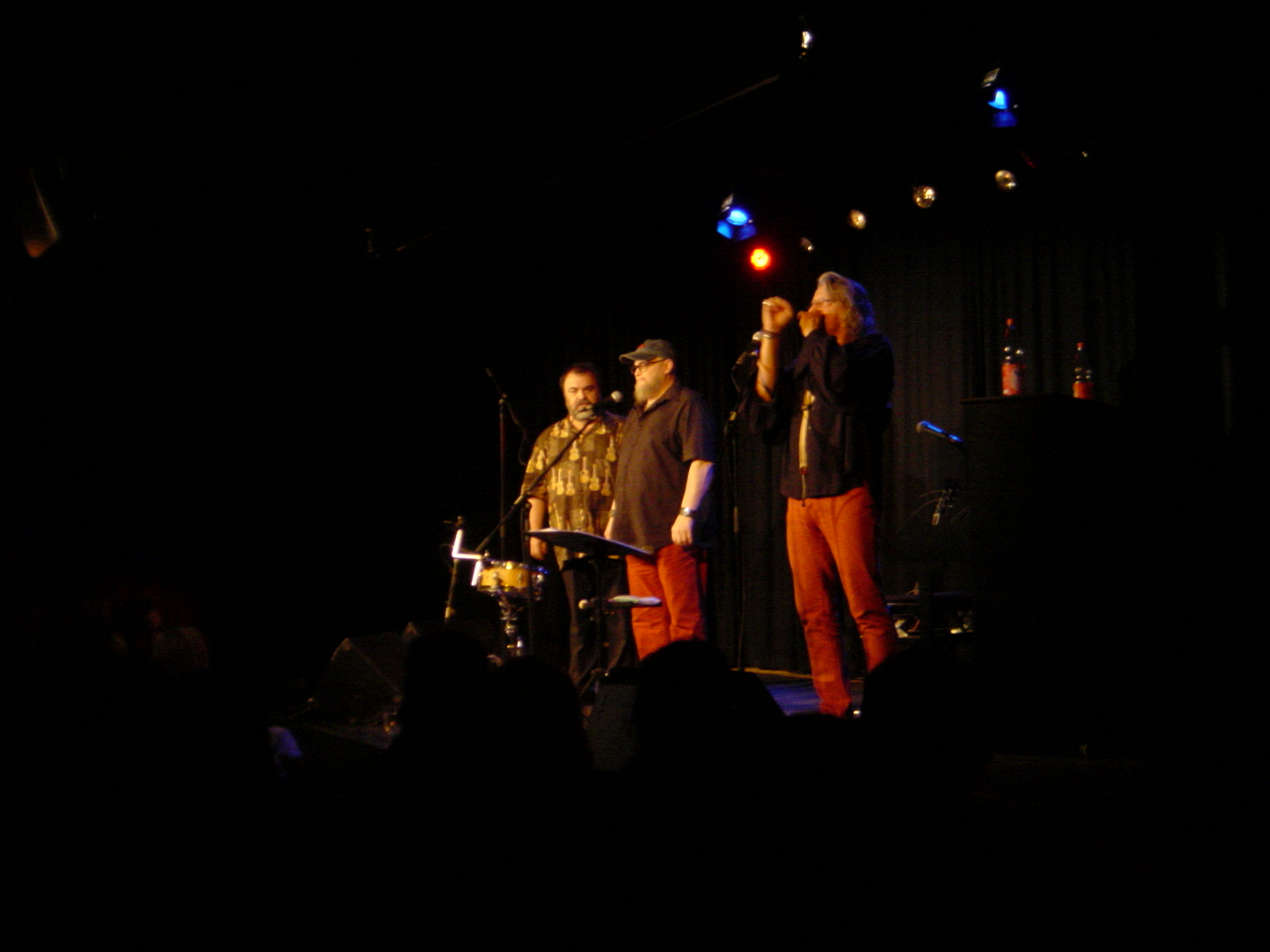
MTS 2013 in Pirna

Die Gruppe MTS ist eine Berliner Band, die sich dem kabarettistischen Liedgut verschrieben hat. Sie besteht seit 1973.

## Geschichte
MTS wurde am 8. November 1973 in Ost-Berlin von Detlef Bruno Melzer, Herbert Treichel und Thomas Schmitt gegründet. Bereits ein Jahr später gelang ihr mit der Bänkelballade 10 böse Autofahrer, einer Persiflage auf das Kinderlied Zehn kleine Negerlein, der größte Erfolg in ihrer Bandgeschichte. Das Trio, dessen Name sich aus den Anfangsbuchstaben der Nachnamen der Gründungsmitglieder herleitet, interpretierte den Bandnamen bald ironisch in Mut, Tatendrang und Schönheit bzw. gelegentlich auch männlich, temperamentvoll und schnuckelig um.
MTS, deren Besetzung sich zeitweilig zum Quartett bzw. Quintett erweiterte, versteht sich als Liedkabarett, dessen Repertoire aus Songs im Stile der Bänkellieder besteht. Gemeinsame Auftritte und Tourneen hatte MTS unter anderem mit Bettina Wegner, Werner Sellhorn, Michael Friedman, der Hansi Biebl Band, Karat, 4 PS sowie der Papa Binne’s Jazz Band. 1986 produzierte das Quartett aus der Zusammenarbeit mit Possenspiel die gemeinsame LP Erste Komische Interessengemeinschaft.
Nach der Wende wurden die Konzerte der Band immer weniger besucht, so dass ihre Auftritte immer seltener wurden. Als sich das neue Programm zum 20-jährigen Bestehen als erfolgreich erwies, ging MTS innerhalb Ostdeutschlands unter dem neuen Slogan „makaber, taktlos aber sauber“ seit 1993 wieder auf Tournee. Seitdem hat sich der Wirkungsbereich der Band über Ostdeutschland hinaus bis zum Bardentreffen nach Nürnberg ausgeweitet.
Wegen einer Erkrankung des Schlagzeugers Mike Schafmeier erfolgten die Auftritte der Band ab 2006 als Duo Schmitt/Treichel. Ab Anfang 2008 war das Trio wieder komplett und tourte unter dem Motto „makaber – taktlos – sauber“. Anfang Oktober 2011 verstarb Herbert Treichel nach langer Krankheit. Im Oktober 2011 kehrte Frank Sültemeyer zurück in die Band als Ersatz für Treichel.
Anfang 2015 gab die Gruppe bekannt, dass Mike Schafmeier († 2020) Ende März desselben Jahres aus der Band ausscheiden werde. Schmitt und Sültemeyer kündigten gleichsam an, als Duo weitermachen zu wollen.

## Besetzung
- Detlef Bruno Melzer, 1973–1975, zuvor Lyrik-Song-Club (Bass, Gitarre, Geige und Gesang)
- Herbert Treichel, 1973–1984 und 1993–2011† (Gitarre, Gesang und Komposition)
- Thomas Schmitt, seit 1973 (Gesang und Texter)
- Helmut Eggebrecht, 1974–1976, zuvor Oktoberklub (Banjo, Waldzither und Gesang)
- Stefan Körbel, 1974, zuvor Lyrik-Song-Club (Gitarre, Geige und Gesang)
- Frank Fränki Engelhardt, 1975–1983 und 1983–1987 (Gitarre, Bass, Querflöte und Mundharmonika)
- Frank Sültemeyer, 1983, 1993–1999 und seit 2011 (Gitarre, Mundharmonika und Gesang)
- Mike Schafmeier († 2020), 1984–2015, zuvor Silly (Trommel und Gesang)
- Siegfried Girgner, 1984–1987 (Gitarre und Akkordeon)
- Detta Herm, 1987–1991, zuvor Setzei und Transit (Gitarre, Mundharmonika und Gesang)
- Roland Wolter, 1987 (E-Gitarre)

## Diskographie

### Singles
- 1974: 10 böse Autofahrer / Liebeslied für Dagmar (Amiga)
- 1975: Ballade vom Förster und seiner sensiblen Tochter / Lied vom Arbeitsschutz (Amiga)
- 1976: Ein Pferd wie du und ich / Tamara (Amiga)
- 1981: Sowas placiert / Ich und die alten Meister (Amiga)
- 1993: 10 Minister, Maxi-CD
- 2013: Die Kneipe (La Violette) Mike Schafmeier mit MTS

### Alben
- 1977: Mut, Tatendrang & Schönheit (Live-LP, Amiga)
- 1986: Erste Komische Interessengemeinschaft (gemeinsame Live-LP mit Possenspiel, Amiga)
- 1993: Jubiläumsausgabe 1973–1993
- 1994: Die Vierfalt (EP)
- 1998: Radio M.T.S.
- 2000: lebendig (Live-CD)
- 2003: ACH!
- 2003: Mut, Tatendrang & Schönheit 1974–1986
- 2006: Liederhörbuch (Doppel-Live-CD)
- 2009: Echte Männer (Live-CD)
- 2011: Erste Komische Interessengemeinschaft MTS & Possenspiel (Neuauflage)
- 2015: Stammtisch